# Julio Prebisch

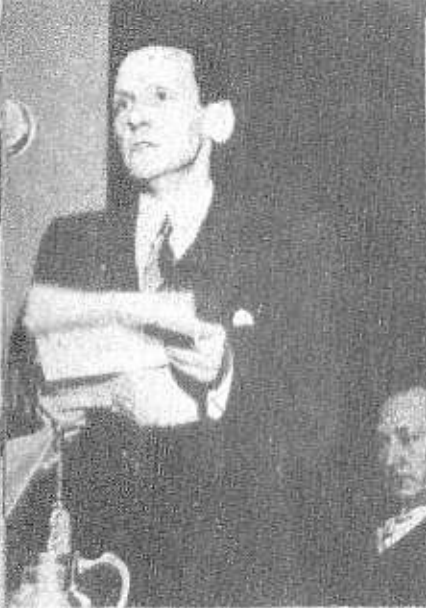
Prebisch en 1939

Julio Faustino Segundo Prebisch (San Miguel de Tucumán, 29 de julio de 1896 - ibídem, 21 de marzo de 1952) fue un académico argentino, rector de la Universidad Nacional de Tucumán durante dos periodos (1927-1933, 1937-1940), considerado "el primer rector de la Reforma Universitaria".

## Datos biográficos

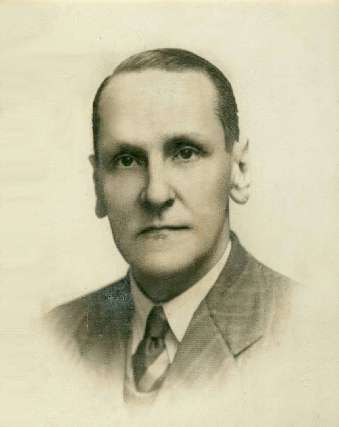
El rector de la Universidad Nacional de Tucumán, Julio Prebish. Fecha desconocida.

Julio Prebisch nació en San Miguel de Tucumán, hijo de Albin Teodoro Prebisch, un inmigrante alemán, y de Rosa Linares Uriburu, perteneciente a una tradicional familia salteña. Sus hermanos, también sobresalieron en el campo de la cultura y la vida académica: Amalia Prebisch fue una reconocida poetisa tucumana, casada con Adolfo Piossek, -quien también llegó a ocupar el rectorado de la Universidad Nacional de Tucumán-, Raúl Prebisch fue un economista de fama internacional, Alberto Prebisch un arquitecto introductor del racionalismo a la Argentina, famoso por sus obras en Tucumán y Buenos Aires. Sus otros hermanos fueron María Luisa, Ernesto, Rosa Elvira y Lucía. 
Terminó sus estudios secundarios en Tucumán en 1913, trasladándose a Buenos Aires donde se recibió de médico con diploma de honor, en la Universidad de Buenos Aires. En este periodo acontecieron los sucesos de Córdoba que dieron origen a la Reforma Universitaria de 1918, cuyos principios fueron adoptados por Julio Prebisch, quien se encontraba al frente del Centro de Estudiantes de Medicina. Sus posiciones a favor del movimiento universitario determinaron que poseyendo el promedio más alto de su promoción, no recibiese la medalla de oro de la carrera, sino simplemente un diploma de honor.[cita requerida] Regresó a Tucumán, en dónde en 1927, contrajo matrimonio con Dora Cossio Uriburu. 
En 1932 resultaría electo concejal de San Miguel de Tucumán por el partido "Defensa Provincial-Bandera Blanca", liderado por Juan Luis Nougués, siendo elegido presidente del Concejo Deliberante de la ciudad hasta su elección como rector.

### Gestión como Rector de la Universidad Nacional de Tucumán
El movimiento de la Reforma Universitaria había generado en la vida estudiantil de la joven Universidad Nacional de Tucumán una gran agitación, que había confluido en la creación de la Federación Universitaria de Tucumán (F.U.T.), con el apoyo de la Federación Universitaria Argentina (F.U.A.), llevando adelante una campaña a favor de la nacionalización de la universidad, medida que sería adoptada por el gobierno de Hipólito Yrigoyen en 1922. No obstante, el enfrentamiento de los estudiantes con las autoridades universitarias se sucedieron en 1922 y 1929, provocando las renuncias de los rectores Juan Luis Aráoz y Juan B. Terán. En 1929, los reformistas consideraron que Julio Prebisch reunía los requisitos para ser elegido rector y llevar adelante la plena adecuación institucional de la universidad a los principios de la Reforma Universitaria. El 29 de octubre de 1929 fue elegido rector por la Asamblea Universitaria con el apoyo de los estudiantes, los egresados y la oposición de los docentes.
Su primera gestión al frente de la Universidad Nacional de Tucumán estuvo marcada por la agitación política que llevaría al golpe de Estado de 1930 y al derrocamiento de Hipólito Yrigoyen, sucesos en los cuales, los estudiantes participarían activamente en la oposición al gobierno radical personalista. Sin embargo, Julio Prebisch fue detenido por la dictadura de José Félix Uriburu, siendo liberado gracias a los oficios de su madre, pariente del dictador. Bajo la presidencia de Agustín P. Justo, en 1932, fue acusado por el ministro de Instrucción Pública, Manuel Iriondo,de utilizar fondos de la universidad para solventar la agitación estudiantil contra el gobierno de la Concordancia.
Durante su segundo rectorado, inaugurado en 1937, la gestión de Julio Prebisch tuvo un mayor despliegue institucional: durante ese año se creó la carrera de ingeniería, en 1938 se aprobó el establecimiento de la Facultad de Derecho y Ciencias Sociales, cuyo funcionamiento estaba subsidiado por el gobierno provincial de Miguel Mario Campero, que luego fue retirado, provocando no pocos problemas con el estudiantado. 
Una grave crisis económica afectó la universidad en 1939, lo que provocó un grave desequilibrio en sus finanzas, y un estado de agitación en los claustros. Prebisch tuvo que enfrentar la cerrada oposición de los docentes, quienes lo tachaban de "ácrata", "comunista" o "subversivo", respondiéndoles de forma frontal sobre su elección por los valores democráticos: 
...En ciertas épocas de la historia trabajar por el porvenir de la juventud, por el progreso de la cultura, por la felicidad colectiva, es considerado un pecado mayúsculo, que tiene como castigo el exilio, la injuria o la calumnia...yo soy un ácrata, yo conspiro contra la tierra que nací, y que mi padre aprendió y me enseñó a querer en cincuenta años de lucha honesta y tesonera. Conspiro contra el solar tres veces centenario de mis antepasados maternos, muchos de los cuales derramaron su sangre por la independencia de la Patria.
La situación crítica erosionó la autoridad del rector, produciéndose la renuncia de todos los miembros del Consejo Superior de la Universidad, quienes denunciaron los acontecimientos al Ministerio de Educación de la Nación. El gobierno del Presidente Roberto Marcelino Ortiz consideró que la presencia de Julio Prebisch al frente de la Universidad Nacional de Tucumán, no era aceptable desde el punto de vista político, por lo cual decretó la intervención de la Casa de Estudios, el 31 de enero de 1940.

### Últimos años
Luego de estos acontecimientos, Julio Prebisch se retiró a la vida privada, dedicándose a la práctica de la medicina, introduciendo el uso de la homoepática en el tratamiento de sus pacientes. Retornó brevemente a la política siendo reelecto concejal de San Miguel de Tucumán por el Partido "Defensa Provincial- Bandera Blanca" en 1942, luego desempeñó un cargo bajo la administración de Alberto Baldrich. Respetado por su trayectoria, retornó a la enseñanza universitaria como profesor de la cátedra de biología de la Facultad de Bioquímica en 1940. Fue integrante de la Comisión de la Fundación Lillo, en el año 1949. Falleció el 21 de marzo de 1952 en su ciudad natal, siendo homenajeado por la Universidad y numerosas instituciones culturales.